# Раду-Воде (Джурджу)
Раду-Воде (рум. Radu Vodă) — село у повіті Джурджу в Румунії. Входить до складу комуни Ізвоареле.
Село розташоване на відстані 52 км на південний захід від Бухареста, 16 км на північний захід від Джурджу.

## Населення
За даними перепису населення 2002 року у селі проживали 336 осіб, з них 334 особи (99,4%) румунів. Усі жителі села рідною мовою назвали румунську.